# (38010) 1998 KE51
1998 KE51 (asteroide 38010) é um asteroide da cintura principal. Possui uma excentricidade de 0.10547260 e uma inclinação de 12.96047º.
Este asteroide foi descoberto no dia 23 de maio de 1998 por LINEAR em Socorro.